# Tertia (Schriftmaß)
Non Plus Ultra (2 Punkt)
Microscopique (2,5 Punkt)
Brilliant (3 Punkt)
Diamant (4 Punkt)
Perl (5 Punkt)
Nonpareille (6 Punkt)
Insertio (6,5 Punkt)
Kolonel (7 Punkt)
Petit (8 Punkt)
Borgis (9 Punkt)
Korpus (10 Punkt)
Rheinländer (11 Punkt)
Cicero (12 Punkt)
Mittel (14 Punkt)
Tertia (16 Punkt)
Paragon (18 Punkt)
Text (20 Punkt)
Kanon (36 Punkt)
Konkordanz (48 Punkt)
Sabon (60 Punkt)
Die Tertia ist ein mittlerer Schriftgrad im Bleisatz mit einer Kegelhöhe von 16 Didot-Punkten, das entspricht 6,016 mm. Die Entsprechung in 16 DTP-Punkten misst 5,644 mm. Die Doppeltertia hat die Größe von zwei Tertia-Kegeln, also 32 Punkten, das sind 12,032 mm, oder 32 DTP-Punkten, das sind 11,289 mm.
Der Name Tertia, „die Dritte“, leitet sich von ihrer Stellung der in früheren Druckereien vorhandenen sieben Buchstabengrößen her. Es gab Petit (8 Punkt) als kleinste Schrift, dann Korpus (10 Punkt), Cicero (12 Punkt), Mittel (14 Punkt), Tertia (16 Punkt), Text (20 Punkt) und Kanon (36 Punkt). Die Tertia war die Dritte, von oben herab gezählt, und die Text hieß früher auch Secunda, also „die Zweite“.
Die Tertia heißt in Verbindung mit Antiqua-Schriften auch Biblia, mit Frakturschrift Bibelfraktur. Dies wird Peter Schöffer zugeschrieben, der im Jahr 1462 seine Mainzer Bibel mit dieser Typengröße druckte.
Die Doppeltertia heißt auch kleine Kanon.
Schriftmaße haben in vielen europäischen Ländern andere Namen oder gleiche Namen bezeichnen unterschiedliche Kegelhöhen. Schriften der Größe Tertia heißen in Frankreich Gros-Texte (wie die „Mittel“), in Holland Tekst, in England Columbian oder Great Primer, in Spanien Romana und in Italien Testo. Die Größe Doppeltertia heißt in Frankreich Canon, in Holland Trismegiste, in England Double Great Primer, in Spanien Trismegista und in Italien Canone.